# Quarterback Attack
Quarterback Attack is een videospel voor het platform Sega Saturn. Het spel werd uitgebracht in 1995. 